# 紅露昭

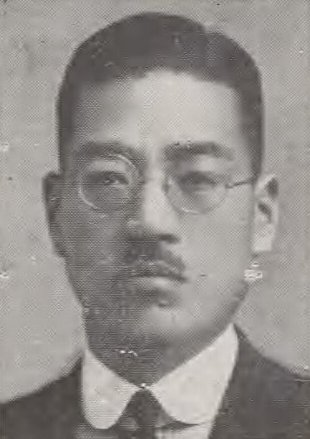
紅露昭

紅露 昭（こうろ あきら、1887年10月20日 - 1967年6月15日）は日本の政治家、弁護士。衆議院議員（当選4回、立憲政友会→日本進歩党）。　

## 略歴
1887年（明治20年）10月20日に徳島県那賀郡桑野村（現・阿南市桑野町）にて生まれる。1914年（大正3年）に法政大学法科、1916年（大正5年）に日本大学法科高等専攻科を卒業、税務署に勤めた後、弁護士となる。
1932年（昭和7年）に第18回衆議院議員総選挙に当選し、立憲政友会に所属する。戦後、日本進歩党に入り、幣原喜重郎内閣で農林政務次官を務める。1946年（昭和21年）に公職追放される。
日本弁護士協会理事、日本大学評議員、日満法曹協会理事、サンケエ株式会社社長などを歴任し、1955年（昭和30年）に日本住宅福祉協会を設立する。
1967年（昭和42年）6月15日死去、79歳。

## 家族
妻は元衆議院議員・参議院議員の紅露みつ。